# Paul Johnson
Paul Bede Johnson OBE (Manchester, 2 de novembro de 1928 – 12 de janeiro de 2023), mais conhecido como Paul Johnson, foi um jornalista, historiador e escritor inglês. Embora associado à esquerda política no início da carreira, tornou-se um historiador conservador popular. 
"Ele abordou todos os assuntos concebíveis — uma história do cristianismo, depois uma dos judeus; ataques a Picasso, Karl Marx e Jean-Jacques Rousseau; e biografias de Sócrates, Charles Darwin, Napoleão e Winston Churchill. […] Ele nunca lecionou em uma universidade — suas enormes vendas mostram que o mundo era sua sala de aula."

## Juventude e carreira inicial
Johnson nasceu em Manchester. Seu pai, William Aloysius Johnson, era um artista e diretor da Art School em Burslem, Stoke-on-Trent, Staffordshire. No Stonyhurst College, Johnson recebeu uma educação baseada no método jesuíta, que ele preferiu ao currículo mais secularizado de Oxford. Enquanto esteve em Oxford, Johnson foi orientado pelo historiador A. J. P. Taylor e foi membro da exclusiva Stubbs Society.
Após graduar-se com distinção de segunda classe, Johnson cumpriu seu serviço militar no Exército, ingressando no King's Royal Rifle Corps e, em seguida, no Royal Army Educational Corps, onde foi comissionado como capitão baseado principalmente em Gibraltar.
Johnson adotou uma visão política de esquerda durante este período, ao testemunhar em maio de 1952 a resposta da polícia a um distúrbio em Paris (os comunistas estavam se rebelando por causa da visita do general americano Matthew Ridgway, que comandou o Oitavo Exército dos Estados Unidos durante a Guerra da Coreia e tinha acabado de ser nomeado Comandante Supremo da OTAN na Europa), em cuja "violência não teria acreditado se não a tivesse visto com meus próprios olhos." Depois atuou como correspondente da revista New Statesman em Paris. Retornando a Londres em 1955, Johnson ingressou na equipe dessa revista.
Alguns dos escritos de Johnson já mostravam sinais de iconoclastia. Seu primeiro livro, sobre a Guerra de Suez, apareceu em 1957. Um comentarista anônimo do The Spectator escreveu que "um de seus comentários [de Johnson] sobre o Sr. Gaitskell é tão prejudicial quanto qualquer coisa que ele tenha a dizer sobre Sir Anthony Eden", mas a oposição do Partido Trabalhista à intervenção de Suez levou Johnson a afirmar que "o velho espírito militante do partido estava de volta". No ano seguinte, atacou a obra de Ian Fleming Dr. No da série James Bond, e em 1964 alertou para a ameaça da Beatlemania em um artigo ("The Menace of Beatlism") então descrito como "um tanto exagerado" por Henry Fairlie em The Spectator.
Statesmen and Nations (1971), a antologia de seus artigos para a revista New Statesman, contém numerosas resenhas de biografias de políticos conservadores e uma abertura à Europa continental. Em um artigo, Johnson revelou uma visão positiva dos protestos de maio de 1968 em Paris, levando Colin Welch em The Spectator a acusá-lo de possuir "um gosto pela violência". De acordo com este livro, Johnson submeteu 54 artigos sobre países estrangeiros durante seus anos na New Statesman.

## Guinada à direita
No final da década de 1970, Johnson começou a escrever artigos na New Statesman atacando os sindicatos em particular, e o esquerdismo em geral. Pouco depois, a New Statesman pode ter repudiado essa postura, ao publicar um artigo que o criticava, em uma série de artigos "Windbags of the West" ("Falastrões do Ocidente") sobre vários jornalistas de direita.
De 1981 a 2009, Johnson escreveu uma coluna para The Spectator, inicialmente abordando as novidades da mídia, que acabou recebendo o título "And Another Thing" ("Mais Outra Coisa"). Em seu jornalismo, Johnson costumava lidar com questões e eventos que via como indicadores de um declínio social geral, seja na arte, educação, prática religiosa ou conduta pessoal. Continuou contribuindo para a revista, embora com menos frequência do que antes. Durante o mesmo período contribuiu com uma coluna para o Daily Mail até 2001. Em entrevista para o Daily Telegraph em novembro de 2003, criticou o Mail por ter um impacto pernicioso: "Cheguei à conclusão de que esse tipo de jornalismo é ruim para o país, ruim para a sociedade, ruim para o jornal."
Johnson era um colaborador regular de The Daily Telegraph, sobretudo como resenhista de livros, e nos Estados Unidos escrevia para The New York Times, The Wall Street Journal, Commentary e National Review. Também contribuiu com a revista Forbes. Por um tempo no início da década de 1980 escreveu para o The Sun depois que Rupert Murdoch pediu que "elevasse seu tom um pouco".
Johnson foi um crítico da modernidade devido ao que via como seu relativismo moral, e se opunha aos que usavam a teoria da evolução de Charles Darwin para justificar seu ateísmo, como Richard Dawkins e Steven Pinker, ou para promover experimentos biotecnológicos. Como um católico conservador, Johnson considerava a teologia da libertação uma heresia e defendia o celibato clerical, mas divergiu dos outros ao ver muitas boas razões para a ordenação de mulheres como sacerdotes.
Admirado por conservadores nos Estados Unidos e em outras partes, era fortemente anticomunista. Johnson defendeu Richard Nixon no escândalo de Watergate, achando sua ocultação bem menos grave do que o perjúrio de Bill Clinton e o envolvimento de Oliver North no Caso Irã-Contras. Em sua coluna na Spectator, Johnson defendeu seu amigo Jonathan Aitken e expressou admiração pelo ditador chileno Augusto Pinochet e uma admiração limitada pelo ditador fascista espanhol Francisco Franco.
Johnson foi ativo na campanha, liderada por Norman Lamont, para impedir a extradição de Pinochet à Espanha após sua prisão e julgamento em 1998 em Londres. "Houve inúmeras tentativas de vinculá-lo a violações de direitos humanos, mas ninguém forneceu a mínima prova", Johnson teria dito em 1999. Em Heroes (2008), Johnson voltou à sua velha afirmação de que as críticas à ditadura de Pinochet por violações de direitos humanos advinham da "União Soviética, cuja máquina de propaganda conseguiu demonizá-lo entre os tagarelas do mundo inteiro. Foi o último triunfo da KGB antes de sumir na lata de lixo da história."
Johnson descreveu a França como uma "república gerida por elites burocráticas e partidárias, cujos erros são enfrentados com greves, distúrbios de rua e bloqueios" em vez da democracia.
Johnson era um eurocético que desempenhou um papel proeminente na campanha do "Não" no referendo de 1975 sobre se a Grã-Bretanha deveria permanecer na Comunidade Europeia. Em 2010 Johnson observou que "você não pode ter uma moeda em comum sem uma política financeira em comum, e com certeza não a terá sem um governo em comum. As três coisas estão interconectadas. Então essa [integração europeia] era totalmente previsível. A UE não é objeto de um pensamento e julgamento cuidadoso. É totalmente gerida por burocratas."

## Vida pessoal

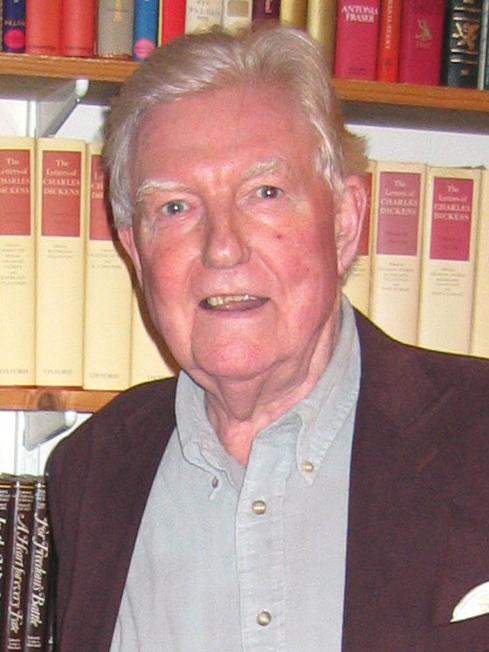
Paul Johnson

Paul Johnson foi casado desde 1958 com a psicoterapeuta e ex-candidata parlamentar do Partido Trabalhista Marigold Hunt, filha do Dr. Thomas Hunt, médico de Winston Churchill, Clement Attlee e Anthony Eden. Eles tiveram três filhos e uma filha: o jornalista Daniel Johnson , um escritor freelancer, editor da revista Standpoint e anteriormente editor associado de The Daily Telegraph; Luke Johnson, empresário e ex-presidente do Channel 4 Television; Sophie Johnson-Clark, uma executiva de televisão independente; e Cosmo Johnson, dramaturgo. Paul e Marigold Johnson tiveram dez netos. Sarah, irmã de Marigold Johnson, historiadora da arte, casou-se com o jornalista, ex-diplomata e político George Walden; sua filha, Celia Walden, é esposa do apresentador de televisão e ex-editor de jornal Piers Morgan.
Em 1998, foi revelado que Johnson teve um caso que durou onze anos com a jornalista freelance Gloria Stewart. Stewart alegou que tornou público seu caso por discordar da hipocrisia de Johnson sobre religião e valores familiares, mas depois reconheceu que seu caso terminou quando Johnson "encontrou outra namorada".
Paul Johnson morreu em sua casa em Londres no dia 12 de janeiro de 2023, aos 94 anos.

## Homenagens
Em 2006, Johnson foi homenageado com a Medalha Presidencial da Liberdade pelo presidente dos Estados Unidos George W. Bush.
Johnson foi nomeado Comandante da Ordem do Império Britânico (CBE) nas homenagens de aniversário de 2016 por serviços prestados à literatura.

## Livros principais
Paul Johnson escreveu mais de 50 livros, incluindo obras sobre arte e arquitetura, história, religião, viagens, bem como dois romances, dois livros de memórias e participações em antologias. Alguns de seus livros de maior sucesso, como Modern Times, A History of Cristianity e A History of the Jews, foram publicados no Brasil:

- 1990: Os Intelectuais (Intellectuals: From Marx and Tolstoy to Sartre and Chomsky), Imago
- 1990: Tempos Modernos: O mundo dos anos 20 aos 80 (Modern Times: A History of the World from the 1920s to the 1980s), Instituto Liberal
- 1995: História dos judeus (A History of the Jews), Imago. Uma edição anterior publicada pela mesma editora em 1989 foi criticada pela má qualidade da tradução, levando a editora a retraduzir e relançar a obra.
- 2001: História do Cristianismo (A History of Christianity), Imago
- 2002: História Ilustrada do Egito Antigo (The Civilization of Ancient Egypt), Ediouro
- 2002: O Renascimento (The Renaissance: A Short History), Objetiva
- 2008: Os Heróis. De Alexandre o Grande e Júlio César a Churchill e João Paulo II (Heroes: From Alexander the Great and Julius Caesar to Churchill and De Gaulle), Elsevier
- 2011: Jesus: Uma biografia de Jesus Cristo para o Século XXI (Jesus: A Biography From a Believer) , Nova Fronteira
- 2015: Sócrates: Um homem do nosso tempo (Socrates: A Man For Our Times), HarperCollins
- 2023: História do Cristianismo (box), Nova Fronteira

Entre seus livros não traduzidos para o português destacam-se:

- 1975: Pope John XXIII
- 1981: Ireland: A Concise History from the Twelfth Century to the Present Day
- 1982: Pope John Paul II and the Catholic Restoration
- 1991: The Birth of the Modern: World Society 1815–1830
- 1996: The Quest for God: A Personal Pilgrimage
- 1997: A History of the American People
- 2002: Napoleon
- 2005: George Washington: The Founding Father
- 2006: Creators: From Chaucer and Durer to Picasso and Disney
- 2010: Humorists: From Hogarth to Noel Coward